# Hyperprosopon anale
Espèce
Hyperprosopon anale est une espèce de poisson appartenant à la famille des Embiotocidés.